# Clinton County Courthouse (Iowa)
Das Clinton County Courthouse in Clinton ist das Justiz- und Verwaltungsgebäude (Courthouse) des Clinton County im Osten des US-amerikanischen Bundesstaates Iowa. 

## Geschichte
Nachdem das County 1837 offiziell gegründet wurde, ist drei Jahre der erste Verwaltungssitz in Camanche eingerichtet worden. Im Jahr 1842 wurde die Verwaltung nach DeWitt verlegt, hatte aber noch keinen permanenten Sitz. Im Jahr 1854 wurde in DeWitt ein Courthouse fertiggestellt. Im Jahr 1869 wurde der Verwaltungssitz nach Clinton verlegt. Nachdem die Verwaltung nacheinander in verschiedenen Gebäuden untergebracht war, wurde 1892 der Bau eines neuen Gerichts- und Verwaltungsgebäude beschlossen. 
Unter dem mit dem Bau beauftragte Architekten M. S. Mansfield wurde das neue Gebäude im neuromanischen Stil bis 1897 errichtet.
Das Gebäude wurde 1981 mit der Referenznummer 81000230 in das National Register of Historic Places aufgenommen.